# Magnesiumjodide
Magnesiumjodide is het magnesiumzout van waterstofjodide, met als brutoformule MgI2. De stof komt voor als een wit hygroscopisch kristallijn poeder, dat zeer goed oplosbaar is in water. Het komt ook voor onder de vorm van verschillende hydraten, waaronder als hexa- en octahydraat.

## Synthese
Magnesiumjodide kan bereid worden door reactie van magnesiumoxide, magnesiumhydroxide of magnesiumcarbonaat met waterstofjodide:
{\displaystyle {\ce {MgO + 2HI -> MgI2 + H2O}}}
{\displaystyle {\ce {Mg(OH)2 + 2HI -> MgI2 + 2H2O}}}
{\displaystyle {\ce {MgCO3 + 2HI -> MgI2 + H2O + CO2}}}
Het kan ook rechtstreeks uit de reactie van de samenstellende elementen bereid worden:
{\displaystyle {\ce {Mg + I2 ->[\Delta T] MgI2}}}

## Kristalstructuur en eigenschappen
Watervrij magnesiumjodide kristalliseert uit in een hexagonaal kristalstelsel. Het hexa- en octahydraat respectievelijk in een monoklien en orthorombisch kristalstelsel.
|                                 |                                   |
| Eenheidscel van magnesiumjodide | Molecuulmodel van een kristallaag |

Magnesiumjodide is stabiel bij hoge temperaturen onder een atmosfeer van waterstofgas, maar ontleedt in de lucht bij kamertemperatuur. Hierbij krijgen de kristallen een bruine kleur, wat wijst op de vorming van di-jood. Wanneer het verhit wordt in gewone lucht, dan ontleedt het onmiddellijk, met vorming van magnesiumoxide.

## Toepassingen
Magnesiumjodide kan een aantal toepassingen in de organische synthese, waaronder bij de Baylis-Hillman-reactie.